# Verwaltungsgemeinschaft Ries
Die Verwaltungsgemeinschaft Ries liegt im schwäbischen Landkreis Donau-Ries und wird von folgenden Gemeinden gebildet:
1. Alerheim, 1754 Einwohner, 23,37 km²
2. Amerdingen, 880 Einwohner, 19,11 km²
3. Deiningen, 1851 Einwohner, 15,33 km²
4. Ederheim, 1109 Einwohner, 16,57 km²
5. Forheim, 536 Einwohner, 23,26 km²
6. Hohenaltheim, 608 Einwohner, 17,78 km²
7. Mönchsdeggingen, 1437 Einwohner, 32,05 km²
8. Reimlingen, 1366 Einwohner, 9,53 km²
9. Wechingen, 1453 Einwohner, 24,03 km²

Sitz, jedoch nicht Mitglied der Verwaltungsgemeinschaft ist Nördlingen.
Der Verwaltungsgemeinschaft gehörte ursprünglich außerdem die Gemeinde Möttingen an, die mit Wirkung ab 1. Januar 1980 entlassen wurde und sich seither allein verwaltet.